# Wolf von Kalckreuth

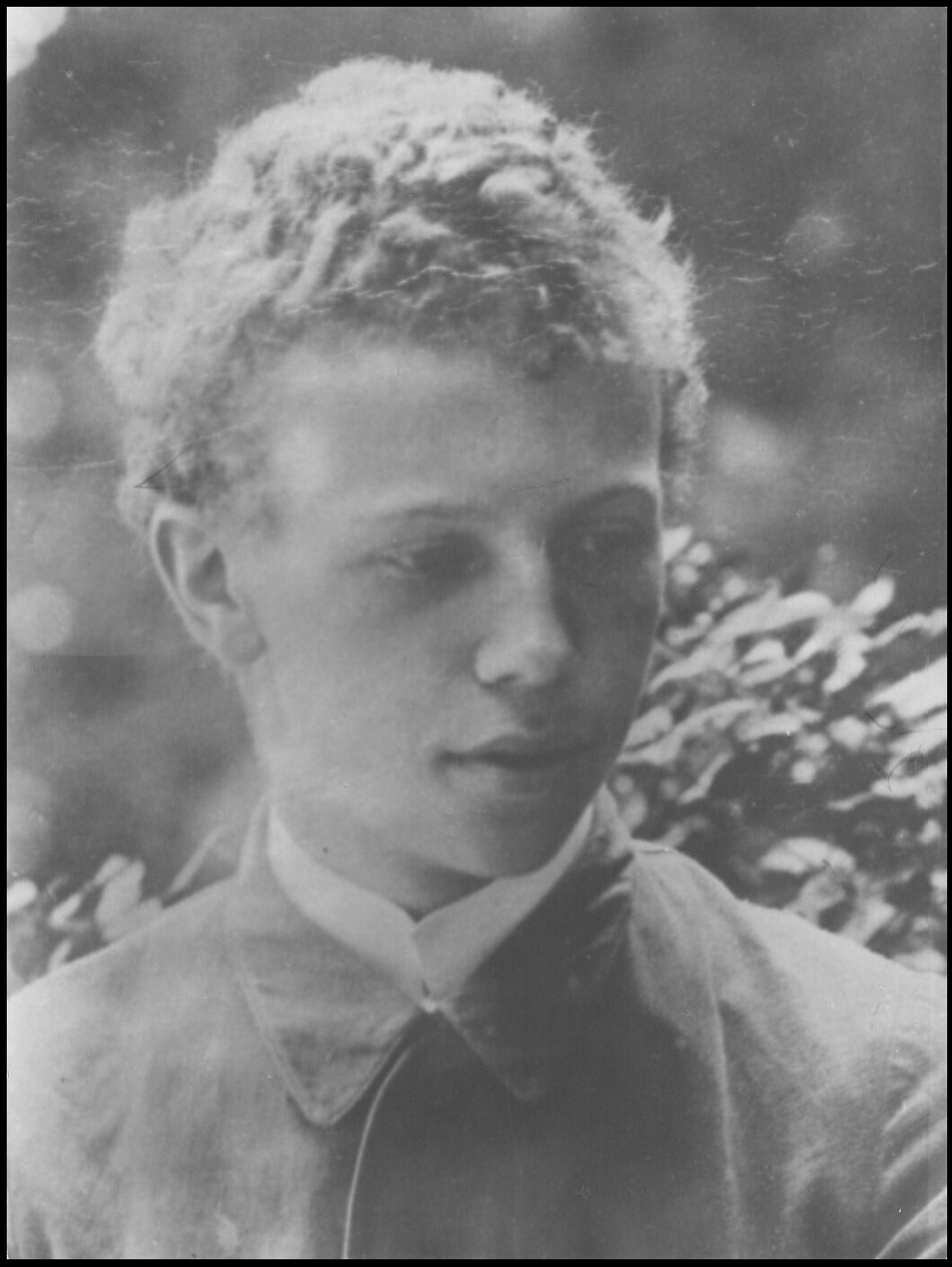
Wolf von Kalckreuth (um 1903)

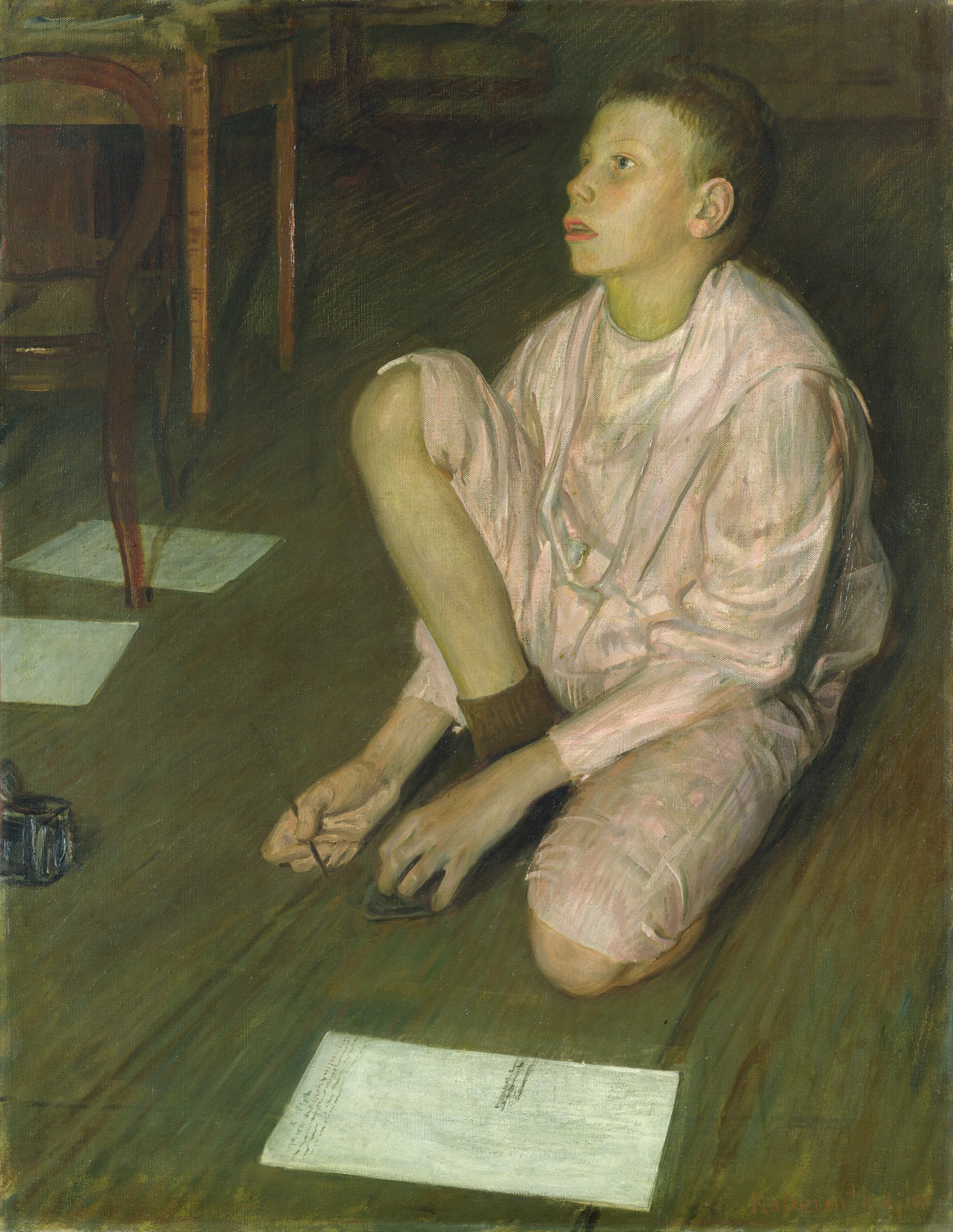
Wolf Graf von Kalckreuth im Alter von 13 Jahren, Ölgemälde des Vaters Graf Leopold von Kalckreuth, 1900

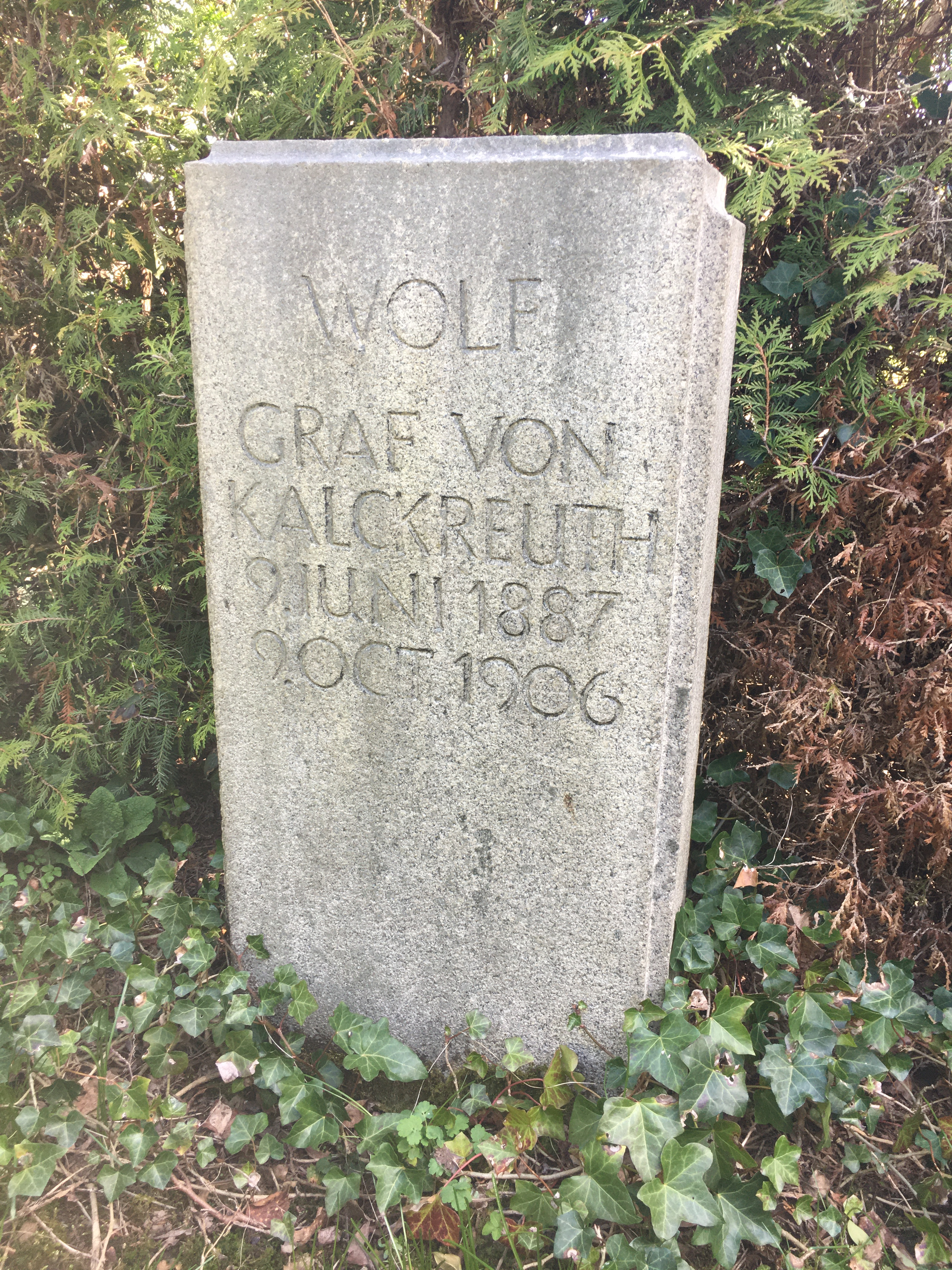
Grabstätte

Wolf Graf von Kalckreuth (* 9. Juni 1887 in Weimar; † 9. Oktober 1906 in Stuttgart-Cannstatt) war ein deutscher Dichter und Übersetzer. 

## Leben
Er war der älteste Sohn des Malers Leopold Graf von Kalckreuth und der Bertha Yorck von Wartenburg. Wolf Kalckreuth galt als vielversprechender Lyriker. Der sensible und seit seiner Kindheit körperlich beeinträchtigte Künstler entschloss sich jedoch, die militärische Laufbahn einzuschlagen. Von den Anforderungen des Militärdienstes offenbar überfordert, nahm er sich wenige Tage nach Dienstantritt mit 19 Jahren das Leben. In einem Brief an Alfred Lichtwark schreibt sein Vater zwei Tage nach dem Tod des Sohnes: „Den armen Jungen hat, obgleich täglich ihn einer von den Meinigen besuchte und Abends mit ihm war, die falsche Illusion gepackt, es gäbe aus dem schrecklichen Dienst kein Entrinnen [...] Am Morgen hat er sich im Bett erschossen, nachdem er mit Zetteln und Briefen sein Haus bestellt hatte, sein kleines Haus [...] doch man kann ihm nicht zürnen. Es lag lange in ihm, der Tod stand ihm näher als das Leben.“
Literarisch wird Wolf Graf von Kalckreuth vor allem mit zwei Werken verbunden: seiner Übersetzung von Baudelaires Die Blumen des Bösen und dem Rilke-Gedicht Requiem für Wolf Graf von Kalckreuth, welches mit den Worten „Wer spricht von Siegen? Überstehn ist alles“ endet.
Beigesetzt wurde Wolf von Kalckreuth in der Familiengrabstätte auf dem Friedhof in Hittfeld.

## Werke
- Charles Baudelaire: Blumen des Bösen. (Les fleurs du mal) In deutsche Verse übertragen von Wolf von Kalckreuth. Insel, Leipzig 1907
- Gedichte, Insel, Leipzig 1908
- Gedichte und Übertragungen. Herausgegeben von Hellmut Kruse. Schneider, Heidelberg 1962
- schlummerschwarze Nächte. Gedichte, Hochroth, Berlin, Bielefeld etc. 2015
- Paul Verlaine: Ausgewählte Gedichte. Übertragen von Wolf von Kalckreuth. Insel, Leipzig 1906[2]